# Numerikus képességek Down-szindrómásoknál
A Down-szindrómások többségét a numerikus készségek lemaradása jellemzi. A dehaene-i hármaskód-modell területeit egyenként vizsgálva úgy tűnik, hogy a verbális rendszer és az arab számok rendszere kevésbé működik hatékonyan, míg az analóg mennyiségrendszer működése megtartott lehet. Az eredmények azonban még pontosításra szorulnak.

## A numerikus teljesítmény a kognitív profilban
Általánosságban a Down-szindrómásokat az enyhétől a súlyos fokúig terjedő értelmi fogyatékossággal (IQ 20-80) járó emlékezeti problémákon felül jellemzi, hogy a nyelvi képességeik - különösen expresszív oldalon – lemaradnak az általános kognitív szintjüktől. A verbális rövidtávú memória (RTM) teljesítménye még a nyelvi mutatóknál is gyengébb, minél nagyobb feldolgozási kapacitást igénylő feladatról van szó, annál inkább, míg a téri-vizuális RTM működésében viszonylagos előnyt mutatnak A rövid távú verbális memóriára és a nyelvi készségekre egyaránt támaszkodó matematikai teljesítmény ennek megfelelően jellemzően a leggyengébb területek között van, az olvasási szint pl. konzisztensen kb. két évvel magasabb. Emellett azonban – más készségekhez hasonlóan – a numerikus teljesítmény is igen nagy egyéni változatosságot mutat: Bird és Buckley tanítványaik között említenek olyan tízéves Down-szindrómás gyerekeket, akik tudtak háromjegyű számokat összeadni, kivonni, szorozni, osztani, törteket összeadni és együtt haladtak tipikus fejlődésű társaikkal, de olyan kamaszokat is, akik nem voltak képesek húszig elszámolni.
A Down-szindrómások numerikus készségei valószínűleg összefüggenek az általános intelligenciájukkal. Pl. Caycho és munkatársai vizsgálatában a Down-szindrómás gyerekek a nonverbális mentális korban illesztett kontrollhoz nagyon hasonlóan számláltak és teljesítették az "adj x tárgyat feladatot" (18-as számkörben). Mások arra hívják fel a figyelmet, hogy ez az összefüggés nem mindig mutatható ki, jóllehet nem feltétlenül annak hiánya miatt, hanem a mérőeszközök különbözősége, illetve a standard IQ teszteknél a padlóhatás érvényesülése miatt. Ráadásul a Down-szindrómásoknál az IQ mérése különösen megbízhatatlan, a teszt-reteszt reliabilitás már két hetes különbségnél is alacsony. A numerikus képességek mentális korral való összefüggését valószínűsíti, hogy a mentális korral erősen korreláló (pl. Peabody Képi szókincs teszttel vagy British Picture Vocabulary Testtel mért) passzív szókinccsel a numerikus teljesítmény több szerző szerint is együtt mozog, különösen a verbális rendszerre építő számlálás esetében

## A numerikus képességek összetevői

### Verbális rendszer
Mivel a Down-szindrómások nyelvi teljesítménye általában gyenge, különösen pedig a verbális munkamemória kapacitása bizonyul alacsonynak, nem meglepő hogy a verbális rendszert a matematikában sem tudják elég hatékonyan használni. Gondjaik vannak a sorozatok megtanulásával (bár ha egyszer megtanulták, már nem keverik a sorrendet), a mentális műveletek végzésével (ami részben verbális képességekre épül), a matematikai ismeretek hosszú távú tárolásával, de a feladatok szövegének megértésével is.
A verbális rendszer érintettségét támasztja alá az is, hogy Down-szindrómásoknál nagyobb valószínűséggel fordulnak elő neurológiai eltérések a temporális lebenyben (kiszélesedett Sylvius-árok, kisebb planum temporale, beszűkült szuperior temporális gyrus stb.) illetve az inferior frontális kéregben (Broca-terület).

### Analóg mennyiségi rendszer
Az analóg mennyiségi rendszer a verbális rendszeről függetlenül működik, így ha a Down-szindrómásoknak csak a verbális készségek lemaradása miatt vannak problémáik a matematikával, az analóg rendszernek jól kell náluk működnie. 2-3 éves Down-szindrómás gyerekek nézéspreferencia vizsgálata ugyanakkor azt mutatta, hogy a mentális korban illesztett tipikus fejlődésű és a jellemzően gyenge matematikai teljesítményt nyújtó Williams-szindrómás csoporttól eltérően nem adják jelét annak, hogy érzékelnék a mennyiségek különbségét. Down-szindrómásoknál azonban a nézéspreferencia nem feltétlenül jó jelzője a különbségtétel képességének, például azért, mert a lassabb információfeldolgozás miatt hosszabb nézési időkre van szükségük
Idősebb (11-35 éves) Down-szindrómás vizsgálati személyeknél az analóg mennyiségi rendszert működőképesnek találták: a becslési feladatokban távolsági hatás mutatkozott náluk (ellentétben a Williams-szindrómásokkal, akiknél nem találtak szignifikáns eltérést a kisebb és nagyobb különbségek megítélésének reakcióidejében az 1-7 közötti távolságoknál). A Down-szindrómások abban is különböztek a mentális korban illesztett tipikus fejlődésű és a Williams-szindrómás csoporttól, hogy a becslési teljesítmény csak náluk korrelált a matematikai képességekkel, náluk is csak az arab számok és mennyiségek párosításával.
Az analóg mennyiségi rendszer működéséhez köthető parietális lebeny érintettségével kapcsolatban az adatok inkonzisztensek, azonban konkrétan az intraparietális sulcus anatómiai vagy funkcionális elváltozására nem találtak bizonyítékot.

### Arab számok rendszere
Brigstocke és munkatársai úgy találták, hogy míg a tipikus fejlődésű hat éveseknél az összeadások pontosságával korrelál a hosszúságok és az arab számok nagyságának megítélése is, a 11-15 éves Down-szindrómásoknál a tipikus fejlődésű 4-5 éves (az iskolarendszerbe frissen bekerült) gyerekekhez hasonlóan csak a ponthalmazok mennyiségének becslése függ össze az összeadásokban mutatott teljesítménnyel. A szerzők felvetik annak a lehetőségét, hogy a Down-szindrómások számreprezentációja nem tér el a tipikustól, de a mennyiségek és az arab számok összekapcsolásában lemaradnak. Ezt az elképzelést némileg alátámasztja, hogy a Down-szindrómás csoport teljesítménye a Williams-szindrómásokkal történő fenti összehasonlítás során alkalmazott kilencféle matematikai feladatban (számlálási, számolási és sorba rendező feladatok) plafon közeli volt, egyetlen kivételt ez alól a mennyiségek és az arab számok párosítása jelentett.
A számfelismeréshez is köthető fusiform gyrus működésében találtak funkcionális eltéréseket a Down-szindrómásoknál, de csak nyelvi feladattal kapcsolatban

## A korrekció lehetőségei
A többségi iskolában tanuló Down-szindrómás diákok teljesítménye a matematikában is meghaladja a speciális iskolákban tanulók szintjét A tanítási módszerek megválasztásának fontosságára utalhat, hogy a később született - és modernebb módszerekkel tanított - Down-szindrómások matematikai teljesítménye jobbnak bizonyult, mint a korábban születetteké
Martinez eredményei szerint a matematikai teljesítmény még felnőttkorban is javítható és a számolás, különösen a fejszámolás képessége nem elengedhetetlen ahhoz, hogy a tanulók matematika egyéb területein (pl. geometriában) haladást érjenek el, ha megtanulják a verbális RTM deficitjét vizuális eszközökkel ellensúlyozni: vonalzót, zsebszámológépet használnak, a logikai feladatokat pedig tárgyakkal vagy rajzban ábrázolják.
A Down-szindrómások numerikus készségeinek fejlesztésére is használják a Numicon nevű vizuális-taktilis eszközt, a használat hatékonyságával kapcsolatban azonban csoportszinten nem sikerült szignifikáns eltérést felmutatni más eszközökhöz képest. Az elvártnál nagyobb szintű fejlődést mutattak azonban azok a diákok, akikkel az eszközt rendszeresen és személyreszabottan (egyéni érdeklődésükhöz igazítva) használták, közvetlenül az összeadás-kivonás megtanulás előtt álltak és a matematikában le voltak maradva. Felmerült annak a lehetősége is, hogy nem a diákok teljesítményjavulása maradt el a várttól, hanem a teljesítményt mérő eszközök voltak alkalmatlanok: a kutatók megfigyelései és a tanárok véleménye alapján a tanulók 37%-ánál ítélték meg úgy, hogy a diákoknak az órákon mutatott teljesítményéhez képest a standardizált tesztek nem adnak reális képet .
A Down-szindrómások körében gyakrabban előforduló - és a matematikai teljesítményre is kiható - érzékszervi működészavarok, mint a hallás- és látásproblémák kezelésén vagy a finommotoros lemaradás ellensúlyozásán túl fontos lehet az önbizalom építése is.